# عبدالمجید عناد
عبدالمجید عناد (زادهٔ ۷ ژانویهٔ ۱۹۹۴) یک بازیکن فوتبال اهل قطر است.